# Контравариантный вектор
Контравариа́нтным ве́ктором обычно называют совокупность (столбец) координат вектора в обычном базисе (то есть его контравариантных координат) или 1-формы в том же базисе, не являющимся, правда, для неё естественным.
Контравариантный вектор в дифференциальной геометрии и смежных с ней физических концепциях — это вектор касательного пространства.
- Это определение согласовано с определением контравариантного тензора валентности 1 (см. Тензор), каковым и является контравариантный вектор (вектор касательного пространства) в качестве частного случая тензора.

## Основные сведения
Контравариантные координаты принято записывать с верхним индексом, а также — в матричной записи — в виде вектора-столбца (в отличие от записи с нижним индексом и вектора-строки для ковариантных координат и соответственно «ковариантного вектора»).
Образец контравариантного вектора — это вектор смещения, записанный в виде набора приращений координат: {\displaystyle \ dx^{i}}.
Любой набор чисел, преобразующийся при любой замене координат так же, как {\displaystyle \ dx^{i}} (новый набор через ту же матрицу выражаются через старый), представляет контравариантный вектор.

Следует заметить, что, если определен невырожденный метрический тензор, то «ковариантный вектор» и «контравариантный вектор» являются просто разными представлениями (записями в виде набора чисел) одного и того же геометрического объекта — обычного вектора или 1-формы. То есть один и тот же вектор может быть записан как ковариантный (то есть набор ковариантных координат) и контравариантный (то есть набор контравариантных координат). То же можно сказать об 1-форме. Преобразование одного представления в другое осуществляется просто свёрткой с метрикой:
{\displaystyle \ v_{i}=g_{ij}v^{j}}
{\displaystyle \ v^{i}=g^{ij}v_{j}}
(здесь и ниже подразумевается суммирование по повторяющемуся индексу, по правилу Эйнштейна).
Содержательно же векторы и 1-формы различают лишь по тому, какое из представлений для них естественно. Так, для 1-форм естественно разложение по дуальному базису, как например для градиента, так как их естественная свертка (скалярное произведение) с обычным вектором (например, смещением) осуществляется без участия метрики, просто суммированием перемноженных компонент. Для обычных же векторов, таких как dx i — естественно разложение по главному базису, так как они свертываются с другими обычными векторами, такими, как вектор смещения по пространственным координатам, с участием метрики. Например, скаляр {\displaystyle \ d\phi =(\partial _{i}\phi )dx^{i}} — получается (как полный дифференциал) свертыванием без участия метрики ковариантного вектора {\displaystyle \ \partial _{i}\phi }, являющегося естественным представлением 1-формы градиента, подействовавшей на скалярное поле, с контравариантным вектором {\displaystyle \ dx^{i}}, являющимся естественным представлением обычного вектора смещения по координатам; тогда как сам с собой {\displaystyle \ dx^{i}} свертывается с помощью метрики: {\displaystyle \ (dx)^{2}=g_{ij}dx^{i}dx^{j}}, что находится в полном согласии с тем, что он контравариантный.
Если речь идет об обычном физическом пространстве, простым признаком ковариантности-контравариантности вектора является то, как свертывается его естественное представление с набором координат пространственного перемещения {\displaystyle \ dx^{i}}, являющегося образцом контравариантного вектора. Те, что свертываются с {\displaystyle \ dx^{i}} посредством простого суммирования, без участия метрики, — это ковариантный вектор (1-форма), что же с участием метрики — это контравариантный вектор. Если же пространство и координаты настолько абстрактны и замечательны, что нет способа различить главный и дуальный базис, кроме как произвольным условным выбором, то содержательное различие между ковариантными и контравариантными векторами пропадает, или становится также чисто условным.
Вопрос о том, является ли именно то представление, в каком мы видим объект, естественным для него, затронут уже чуть выше. Естественным для обычного вектора является контравариантное представление, для 1-формы же — ковариантное.
- Замечание: все эти термины применяются обычно в тензорной алгебре; подразумевается что на пространстве, в котором существуют описанные объекты (или на многообразии, в касательном пространстве которого они существуют) есть метрика {\displaystyle g_{ij}} (хотя бы псевдориманова).